# اشیش ویدیارتی
اشیش ویدیارتی، (به انگلیسی: Ashish Vidyarthi) یک هنرپیشه هندی است که به‌طور عمده در فیلم‌های هندی، تلوگو و بنگالی ظاهر می‌شود او به خاطر نقش هماورد در سراسر صنعت سینمای هند شناخته شده‌است. او در سال ۱۹۹۵ جایزه ملی فیلم را بدست آورد.او از سه بار نامزدی جایزه فیلم فیر برای بهترین شرور یک بار برنده این جایزه شده است.

## زندگی‌نامه
اشیش ویدیارتی در تاریخ ۱۹ ژوئن ۱۹۶۲، در ایالت کرالا، هندوستان متولد شد.
او در فیلم‌های یک رابطه بازی کرده‌است.

## فیلم‌شناسی
فهرست برخی از فیلم‌هایی که اشیش ویدیارتی در آن‌ها به ایفای نقش پرداخته‌است:
- یک رابطه
- شریک زندگی من
- نامشروع
- یک به‌علاوه یک میشه یازده
- سرباز
- خانم خوشگله قبول میکنه
- واقعیت
- جودی شماره ۱
- شیر
- راجکومار
- آرجون پاندیت
- یک دنده
- شرارت
- رأی‌دهنده
- جناب سرگرد
- برفی!
- تقدیر
- آوارگی
- سد ۹۹۹
- جرم
- فرار از تله
- خدا قسم
- دزد ناشی
- نوکر همسر
- علیگر
- ریسک پذیر
- گوپالا گوپالا
- دوستان در قرن دهم
- چون من دروغ نمی‌گویم
- اسکن
- آیا این عشق است؟
- یام‌راج
- ویشواودهاتا
- عشق در تایمز اسکوئر
- برادر
- ایسمارت شانکار
- زندگی زیباست
- خائن
- تامیژان
- بابا
- داماد
- ناراسیمهودو
- هدف
- اگر مرا می‌شناسی
- وای! تو دیگه کی هستی
- امسال
- مهمان
- شش
- اینطوری شروع شد
- پسر تامیلی دوست‌داشتنی
- گاراژ مردمی
- رهبر
- گانش
- یوزپلنگ
- لگد ۲
- تقدیم به پدرم
- لاهور
- تاریخچه خون
- سگ‌ها
- پسر وفادار
- راز
- آن روزها
- پراوین تمبه کیست؟
- شهرک سوریا
- مرد خوش‌تیپ کور
- مردی با چندین سایه
- ودا
- من عاشقی کرده‌ام
- بهیما
- چاتراپاتی
- بابای باحال
- شجاعت